# Pottsville (Pensilvânia)
Pottsville é uma cidade localizada no estado norte-americano de Pensilvânia, no Condado de Schuylkill.

## Demografia
Segundo o censo norte-americano de 2000, a sua população era de 15.549 habitantes.
Em 2006, foi estimada uma população de 14.643, um decréscimo de 906 (-5.8%).

## Geografia
De acordo com o United States Census Bureau tem uma área de 10,9 km², dos quais 10,9 km² cobertos por terra e 0,0 km² cobertos por água. Pottsville localiza-se a aproximadamente 265 m acima do nível do mar.

## Localidades na vizinhança
O diagrama seguinte representa as localidades num raio de 4 km ao redor de Pottsville.